# USAGIのオールナイトニッポン0(ZERO)
『USAGIのオールナイトニッポン0(ZERO)』は、ニッポン放送で、2014年4月2日から9月24日まで放送されたラジオ番組。

## 概要
2014年3月10日にパーソナリティになることが発表されたが、実は、それ以前に、東京・新宿で行っていた2人のストリートライブを、たまたま通りかかったニッポン放送の担当者の目に留まり、それがきっかけとなって、2013年11月にニッポン放送の「オールナイトニッポンGOLD 有楽町ライブスタジオ」に出演していた。その後、USAGIの2人は2014年1月29日にメジャーデビューして2か月で、オールナイトニッポン0(ZERO)のレギュラーパーソナリティに抜擢された。
USAGIの2人は、「歴史あるオールナイトニッポンのパーソナリティに僕らが抜てきされるとは夢にも思いませんでした。リスナーのみなさんに楽しんでもらえるよう精いっぱい頑張っていきたいと思います!」と語った。また、2014年3月25日に行われたオールナイトニッポン新パーソナリティ発表会見で、杉山勝彦は「1月にメジャーデビューしたばかりなので（パーソナリティに抜擢されたのは）奇跡のようなお話」と語り、上田和寛は「新人なので初々しく、まだ無名なので知ってもらうためにも面白い番組を作っていきたい」と語った。
この番組は「ボーカル上田和寛（主にボケ担当）とギター・コーラス杉山勝彦（主にツッコミ担当）、二人のミュージシャンUSAGIが奏でる深夜のハーモニー。ストリート出身の二人がストリートスタイルで生演奏や、アドリブトーク満載でお送りするプログラム」と銘打っている。
なお、この番組では、リスナーのことを「バッドボーイ」と呼ぶことにしている。

## 放送時間
- 水曜 27:00-29:00

## パーソナリティ
- USAGI
  - 上田和寛（ボーカル・ギター・作詞・作曲）
  - 杉山勝彦（ギター・コーラス・作詞・作曲・編曲）

## スタッフ
この番組のスタッフは『motoのオールナイトニッポン0(ZERO)』の作家・ディレクターが務めている。

## コーナー
- 東京即興許可曲

リスナーから寄せられた3つのお題をもとに作った即興曲を2人が歌うコーナー。
- 刑事と書いてデカ

上田演じる「ヒデキ」と杉山演じる「ゴロー」の新米刑事2人が数々の事件を解決しながら一人前の刑事（デカ）になるまでを演じる、台本のない「男と男のフィクションラジオドラマ」。
- THE ANIKI（ジ・兄貴）→THE OTOUTO（ジ・弟）

バッドボーイの悩みにお答えするコーナー。元々のコーナータイトルは「THE ANIKI（ジ・兄貴）」だったが、上田、杉山とも三男坊だったという事がわかり「兄貴ヅラしてお届けするのは無理だ！」という事でコーナータイトルが変更された。

## 終了したコーナー
- エルトンとジョン

このコーナーは、上田演じる「エルトン」と、杉山演じる「ジョン」が、「7週間と限られた時間の中で、どのように「男の友情」を育むのか？」をストーリーに、台本のない「男と男の"フィクション"ラジオドラマ」を進めていた。